# Église Saint-Pierre-ès-Liens de Boissy-le-Cutté
L'église Saint-Pierre-ès-Liens est une église catholique paroissiale située à Boissy-le-Cutté dans l'Essonne, en France.

## Description
L'église s'élève dans le centre du bourg de Boissy-le-Cutté, une commune du centre de l'Essonne. Il s'agit d'un édifice à nef unique de deux travées, avec plafond en berceau, se terminant par un chevet plat. La façade occidentale, sur laquelle s'ouvre le portail, comporte trois baies et un cadran d'horloge. Elle est surmontée d'un clocher à plan carré et recouvert d'ardoises.
La caractéristique principal de l'église consiste en sa décoration intérieure : la charpente est totalement peinte d'un ciel bleu étoilé, de scènes de la vie du Christ, de saint Michel terrassant le dragon et des quatre évangélistes. Les murs sont également peints.

## Mobilier
L'église contient plusieurs éléments mobiliers portégés aux monuments historiques :
- Banc[3]
- Bas-relief[4]
- Calice et patène[5]
- Chemin de croix constitué de 14 gravures sous verre[6]
- Confessionnal[7]
- Croix de procession[8]
- Fauteuil[9]
- Trois lustres[10]
- Ostensoir[11]
- Statue de saint Jacques[12]
- Tabernacle[13]
- Tableaux :
  - L'Annonciation[14]
  - Le Christ en croix implorant le Père[15] (copie d'une œuvre de Philippe de Champaigne)
  - La Crucifixion[16]
- Vestige de retable[17]

## Historique
Une première chapelle, dédiée à saint Michel, est érigée en 1581. En 1860, le conseil municipal de Boissy-le-Cutté vote sa transformation en église ; les travaux débutent en 1866 : les murs sont surélevés, le sanctuaire est agrandi et le clocher construit. Les vitraux sont posés en 1890, et la décoration intérieure est peinte en 1891
L'église est inscrite le 20 mai 2022 au label « Patrimoine d'intérêt régional ».